# Protostomia

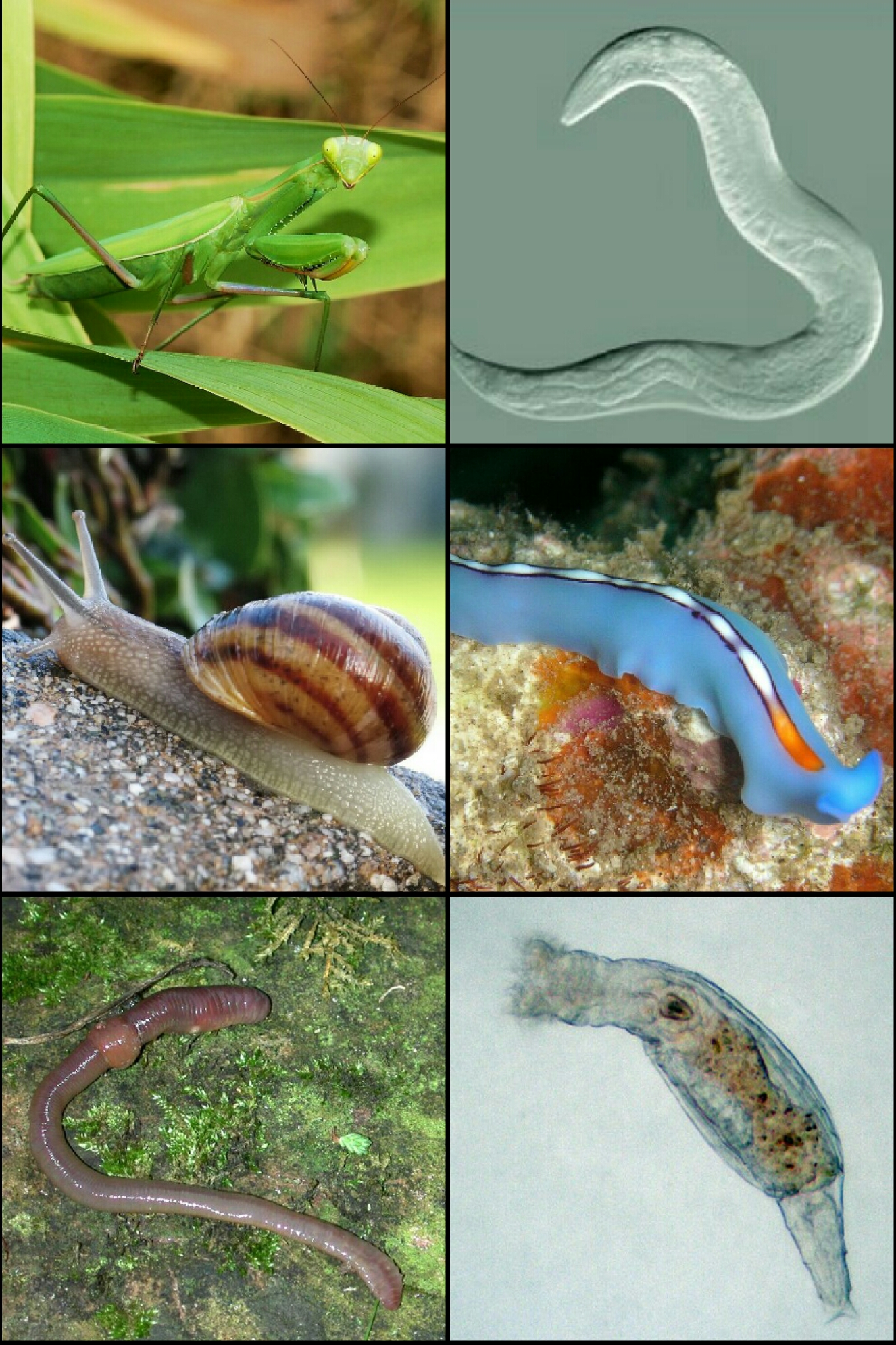
Diversiteit van de Protostomia. Insecten, wormen en weekdieren zijn de bekendste vertegenwoordigers van deze clade.

De Protostomia, Protostomata of oermondigen vormen in het dierenrijk verreweg de grootste tak van de Bilateria. Tot de Protostomia behoren de geleedpotigen, weekdieren, ringwormen en enkele andere fyla. Deze groepen kenmerken zich door het feit dat de eerste opening in het embryo (de blastoporus) zich zal ontwikkelen tot de mond. Hiermee onderscheiden ze zich van de Deuterostomia, de andere tak van de Bilateria. Niet alle vertegenwoordigers van de Protostomia hebben een protostome ontwikkeling (armpotigen bijvoorbeeld).
De Protostomia worden in onderstaand schema onderverdeeld in twee groepen: de Ecdysozoa, voorgesteld door Aguinaldo et al. in 1997, en de Lophotrochozoa, voorgesteld door Halanych et al. in 1995. De splitsing heeft waarschijnlijk plaatsgevonden tussen de twee wereldijstijden van het Neoproterozoïcum. Alle verdere vormenrijkdom op fylum-niveau ontstond waarschijnlijk na de laatste wereldijstijd, rond 560 miljoen jaar geleden.
Recenter onderzoek is voor sommige auteurs aanleiding om nog een derde groep te onderscheiden, de Platyzoa. De naam van deze groep werd in 1998 voorgesteld door Thomas Cavalier-Smith. Aanvankelijk werd de groep binnen de Lophotrochozoa geplaatst. Pas vanaf 2008 opperen sommige auteurs de status als derde hoofdgroep van de Protostomia.
| Stamboom van de dieren binnen de Unikonta - Supergroep Unikonta - Rijk Amoebozoa - Opisthokonta - Rijk Fungi (schimmels) - Rijk Animalia (dieren) - Choanozoa (Choanoflagellata) - Metazoa - Onderrijk Parazoa (sponsachtigen) - Stam Porifera (sponsdieren) - Stam Placozoa (plakdiertjes) - Radiata (dieren met een radiale symmetrie) - Stam Cnidaria (neteldieren) - Stam Ctenophora (ribkwallen) - Bilateria - Stam Xenacoelomorpha - Onderstam Acoelomorpha - Onderstam Xenoturbellida - Nephrozoa - Protostomata (oermondigen) - Chaetognatha (pijlwormen) - - Ecdysozoa (o.a. geleedpotigen en rondwormen) - Lophotrochozoa - Deuterostomia - Ambulacraria - Stam Hemichordata (kraagdragers) - Stam Echinodermata (stekelhuidigen) - Stam Chordata (chordadieren) - Onderstam Cephalochordata (schedellozen) - Onderstam Tunicata (manteldieren) - Onderstam Vertebrata (gewervelden) |